# 八東郡
八東郡是過去屬於因幡國的郡。已於1896年3月29日與八上郡、智頭郡合併為八頭郡。

## 歷史
根據『和名抄』，八東郡是在平安時代末期，將位於八上郡東部的私部、刑部、亘理、日部、丹比、若櫻6個鄉分出設置。

### 年表
- 1889年10月1日：實施町村制，此時八東郡下轄：若櫻村、赤松村、菅野村、池田村、大御門村、上私都村、中私都村、下私都村、隼村、安部村、逢鄉村、登米村、八東村、小畑村。（14村）
- 1896年4月1日：與八東郡、智頭郡合併為八頭郡。[1]